# Le Diamant noir (film, 1941)
Pour les articles homonymes, voir Le Diamant noir et Diamant (homonymie).
Pour plus de détails, voir Fiche technique et Distribution.
Diamant noir est un film français de Jean Delannoy, sorti en 1941.

## Synopsis
François Mitry, un banquier apprend après la mort accidentelle de sa femme que sa fille, Nora, n'est pas de lui. Cette révélation transforme radicalement ses rapports avec Nora qui devient agressive, principalement envers Marthe Dubard, sa gouvernante.
Celle-ci est par ailleurs secrètement amoureuse de son patron et deviendra sa maitresse.

## Fiche technique
- Titre : "Diamant noir
- Réalisation : Jean Delannoy
- Scénario : Jean Delannoy, d'après le roman de Jean Aicard
- Photographie : Fédote Bourgasoff
- Musique : Henri Goublier
- Décors : Marcel Magniez, Pierre Marquet
- Son : Jean Roberton
- Production : Les Films Minerva
- Pays :  France
- Format :  Noir et blanc - 1,37:1 - 35 mm - son mono
- Genre : Drame
- Durée : 98 minutes
- Date de sortie : 
  - France - 25 juin 1941 à Paris

## Distribution
- Charles Vanel : François Mitry,
- Louise Carletti : Nora Mitry, la fille de François, jeune fille
- Gaby Morlay : Mademoiselle Marthe Dubard, la gouvernante de Nora
- Maurice Escande : Guy de Fresnoy
- Carlettina : Nora Mitry à 9 ans
- Henriette Delannoy : Madame de Morigny
- Jeanne Véniat : Cathy
- Gabrielle Davran : Sœur Angèle
- Paul Demange : Le chauffeur
- Hélène Constant : Thérèse Mitry
- Guy Denancy : Jacques Maurin
- Michel Retaux : Jacques à 12ans
- Jacques Roussel : Vincent
- Georges Paulais : Un invité
- Marcel Dumont
- Armand Morins
- Joffre : Daniel
- Roger Vincent : Le préfet